# Graziano Cavazzon
Graziano Cavazzon (Trieste, 29 luglio 1970) è un ex cestista italiano.
Era un'ala piccola di 197 centimetri.

## Carriera
Cresciuto cestisticamente con la Ginnastica Triestina sotto la guida tecnica del padre ex giocatore Bruno Cavazzon, partecipa nel 1987 ai Campionati Europei Cadetti in Ungheria con la Nazionale Giovanile conquistando la medaglia d'argento.
Nel 1988 passa alla Pallacanestro Trieste e nella stagione 1989-90 debutta in Serie A con la maglia della Stefanel Trieste allenata da Bogdan Tanjevic. Vince il Campionato Nazionale Juniores a Forlì nel 1990 dove ha come compagni di squadra personaggi del calibro di Gregor Fučka, Mauro Sartori e Alessandro De Pol.
Nell'estate del 1990 passa alla Pallacanestro Reggiana, con la quale gioca per le successive sei stagioni a fianco di campioni come Joe Bryant e Tony Brown. Prosegue la carriera a L'Aquila, Viterbo per poi tornare in Serie A dal 1998 al 2000 con Fabriano. Gioca dal 2000 in poi con squadre di Serie B come Firenze (promozione in B1), Soresina (finale per salire in A),Pistoia e Cecina.
Tra il 2005 e il 2007 gioca con la Fulgor Basket Fidenza, in Serie B d'Eccellenza. Dal 2007 al 2009 milita nel Centro Basket Sestri Levante, squadra della Serie C Dilettanti, prima di chiudere la carriera nel 2014 dopo un lustro tra le file dell'Audax Carrara.